# Vallée d'Ordiso
La vallée d'Ordiso est une petite vallée inhabitée des Pyrénées aragonaises de la province de Huesca, formée par la rivière Ordiso, un affluent de l'Ara.

## Toponymie
Le nom Ordiso ou Ordisa sert à désigner aussi bien la vallée, la rivière qui la traverse, le sommet qui la domine, ou encore le lac qui s'y trouve.
Curieusement, bien qu'en espagnol ou en aragonais on prononce le mot Ordiso, les cartes à l'échelle 1:50000 de l'IGN France utilisent la dénomination Ordisa.

## Géographie
À l'entrée de la vallée, à son intersection avec la vallée de l'Ara, se trouve un petit refuge pour montagnards, et plus haut, une cabane. La vallée s'ouvre tout d'abord sur un pont qui permet de traverser l'Ara.
En haut de la vallée, à 2 344 mètres d'altitude, se trouve l'ibón d'Ordiso. La vallée est dominée sur son flanc sud par les picos de Asnerillo culminants avec l'Ordiso ou Ordisa (2 319 m).

## Flore et faune
Le lérot, le vautour et le gypaète barbu sont à signaler parmi la faune typique de la vallée.

## Voies d'accès
On accède depuis la France soit par le port de Boucharo au sud-est (massif du Mont-Perdu) soit par le col des Oulettes (2 606 m) ou le port du Pal d'Aube (2 433 m) au nord (massif du Vignemale).
Côté espagnol on y accède en remontant la vallée de l'Ara par les communes de Broto puis Torla-Ordesa. On peut aussi venir de la vallée de Tena en montant depuis Panticosa jusqu'au col de Tendenera (collado de Tendenera).
Dans la vallée, à partir de l'ibón d'Ordiso, on peut rejoindre la vallée de l'Otal par le col d'Ordiso (collado de Ordiso).